# TJ Sokol Podlesí
Tělovýchovná jednota Sokol Podlesí je český fotbalový klub z valašskomeziříčské místní části Podlesí, hrající od sezóny 2012/13 I. A třídu Zlínského kraje (6. nejvyšší soutěž). Klub byl založen v roce 1940 pod názvem SK Slávia Křivé.
Své domácí zápasy odehrává na stadionu Podlesí.

## Historické názvy
Zdroj: 
- 1940 – SK Slávia Křivé (Sportovní klub Slávia Křivé)
- 195? – TJ Sokol Křivé (Tělovýchovná jednota Sokol Křivé)
- 1960 – TJ Sokol Podlesí (Tělovýchovná jednota Sokol Podlesí)

## Umístění v jednotlivých sezonách
Zdroj: 
Stručný přehled
- 1992–2007: I. A třída Středomoravské župy – sk. A
- 1997–1999: Středomoravský župní přebor
- 1999–2002: I. A třída Středomoravské župy – sk. A
- 2002–2005: I. B třída Zlínského kraje – sk. A
- 2005–2006: Okresní přebor Vsetínska
- 2006–2012: I. B třída Zlínského kraje – sk. A
- 2012–: I. A třída Zlínského kraje – sk. A

Jednotlivé ročníky
Legenda: Z – zápasy, V – výhry, R – remízy, P – porážky, VG – vstřelené góly, OG – obdržené góly, +/- – rozdíl skóre, B – body, červené podbarvení – sestup, zelené podbarvení – postup, fialové podbarvení – reorganizace, změna skupiny či soutěže
| Československo (1992 – 1993) |                                        |        |    |    |       |    |     |    |     |    |        |
| Sezóny                       | Liga                                   | Úroveň | Z  | V  | R     | P  | VG  | OG | +/- | B  | Pozice |
| 1992/93                      | I. A třída Středomoravské župy – sk. A | 6      | 26 | 10 | 8     | 8  | 37  | 37 | 0   | 28 | 6.     |
| Česko (1993 – )              |                                        |        |    |    |       |    |     |    |     |    |        |
| Sezóny                       | Liga                                   | Úroveň | Z  | V  | R     | P  | VG  | OG | +/- | B  | Pozice |
| 1993/94                      | I. A třída Středomoravské župy – sk. A | 6      | 26 | 9  | 7     | 10 | 36  | 46 | −10 | 25 | 9.     |
| 1994/95                      | I. A třída Středomoravské župy – sk. A | 6      | 26 | 8  | 7     | 11 | 40  | 46 | −6  | 31 | 10.    |
| 1995/96                      | I. A třída Středomoravské župy – sk. A | 6      | 26 | 10 | 7     | 9  | 42  | 42 | 0   | 37 | 7.     |
| 1996/97                      | I. A třída Středomoravské župy – sk. A | 6      | 26 | 14 | 8     | 4  | 53  | 31 | +22 | 50 | 1.     |
| 1997/98                      | Středomoravský župní přebor            | 5      | 30 | 9  | 1     | 20 | 43  | 88 | −45 | 28 | 15.    |
| 1998/99                      | Středomoravský župní přebor            | 5      | 28 | 3  | 6     | 19 | 30  | 81 | −51 | 15 | 15.    |
| 1999/00                      | I. A třída Středomoravské župy – sk. A | 6      | 26 | …  | …     | …  | …   | …  | …   |    |        |
| 2000/01                      | I. A třída Středomoravské župy – sk. A | 6      | 26 | …  | …     | …  | …   | …  | …   |    |        |
| 2001/02                      | I. A třída Středomoravské župy – sk. A | 6      | 26 | 3  | 5     | 18 | 38  | 79 | −41 | 14 | 14.    |
| 2002/03                      | I. B třída Zlínského kraje – sk. A     | 7      | 26 | 9  | 6     | 11 | 48  | 52 | −4  | 33 | 8.     |
| 2003/04                      | I. B třída Zlínského kraje – sk. A     | 7      | 26 | 10 | 5     | 11 | 40  | 48 | −8  | 35 | 6.     |
| 2004/05                      | I. B třída Zlínského kraje – sk. A     | 7      | 26 | 5  | 3     | 18 | 35  | 68 | −33 | 18 | 14.    |
| 2005/06                      | Okresní přebor Vsetínska               | 8      | 26 | 16 | 5     | 5  | 74  | 28 | +46 | 53 | 1.     |
| 2006/07                      | I. B třída Zlínského kraje – sk. A     | 7      | 26 | 10 | 4     | 12 | 48  | 50 | −2  | 34 | 8.     |
| 2007/08                      | I. B třída Zlínského kraje – sk. A     | 7      | 26 | 9  | 8     | 9  | 56  | 61 | −5  | 35 | 8.     |
| 2008/09                      | I. B třída Zlínského kraje – sk. A     | 7      | 26 | 10 | 7     | 9  | 49  | 48 | +1  | 37 | 6.     |
| 2009/10                      | I. B třída Zlínského kraje – sk. A     | 7      | 26 | 13 | 6     | 7  | 58  | 42 | +16 | 45 | 4.     |
| 2010/11                      | I. B třída Zlínského kraje – sk. A     | 7      | 26 | 15 | 3     | 8  | 70  | 40 | +30 | 48 | 3.     |
| 2011/12                      | I. B třída Zlínského kraje – sk. A     | 7      | 26 | 22 | 3     | 1  | 102 | 35 | +67 | 69 | 1.     |
| 2012/13                      | I. A třída Zlínského kraje – sk. A     | 6      | 26 | 13 | 2     | 11 | 63  | 47 | +16 | 41 | 5.     |
| 2013/14                      | I. A třída Zlínského kraje – sk. A     | 6      | 26 | 17 | 3     | 6  | 67  | 44 | +23 | 54 | 2.     |
| 2014/15                      | I. A třída Zlínského kraje – sk. A     | 6      | 26 | 11 | 5 / 1 | 9  | 47  | 39 | +8  | 44 | 5.     |
| 2015/16                      | I. A třída Zlínského kraje – sk. A     | 6      | 26 | 11 | 4 / 2 | 9  | 55  | 59 | −4  | 43 | 3.     |
| 2016/17                      | I. A třída Zlínského kraje – sk. A     | 6      | 26 | 13 | 2 / 4 | 7  | 51  | 36 | +15 | 47 | 4.     |
| 2017/18                      | I. A třída Zlínského kraje – sk. A     | 6      | 24 | 7  | 2 / 2 | 13 | 53  | 64 | −11 | 27 | 11.    |
| 2018/19                      | I. A třída Zlínského kraje – sk. A     | 6      | 26 | 13 | 9     | 4  | 55  | 33 | +22 | 49 | 4.     |
| 2019/20                      | I. A třída Zlínského kraje – sk. A     | 6      | 13 | 8  | 1     | 4  | 38  | 23 | +15 | 26 | 3.     |
| 2020/21                      | I. A třída Zlínského kraje – sk. A     | 6      | 9  | 3  | 1     | 5  | 22  | 34 | −12 | 10 | 10.    |
| 2021/22                      | I. A třída Zlínského kraje – sk. A     | 6      | 26 | 9  | 6     | 11 | 62  | 67 | −5  | 33 | 7.     |
| 2022/23                      | I. A třída Zlínského kraje – sk. A     | 6      | 26 | 11 | 5     | 10 | 69  | 59 | +10 | 38 | 6.     |
| 2023/24                      | I. A třída Zlínského kraje – sk. A     | 6      | 26 | 14 | 5     | 7  | 61  | 40 | +21 | 47 | 4.     |
| 2024/25                      | I. A třída Zlínského kraje – sk. A     | 6      | 26 | 12 | 3     | 11 | 51  | 55 | −4  | 39 | 6.     |

Poznámka:
- Od sezony 2014/15 se ve Zlínském kraji hraje tímto způsobem: Pokud zápas skončí nerozhodně, kope se penaltový rozstřel. Jeho vítěz bere 2 body, poražený pak jeden bod. Za výhru po 90 minutách jsou 3 body, za prohru po 90 minutách není žádný bod.
- 2019/20: Sezona nedohrána kvůli pandemii covidu-19.
- 2020/21: Sezona nedohrána kvůli pandemii covidu-19.